# Lukaskirche (Dresden)

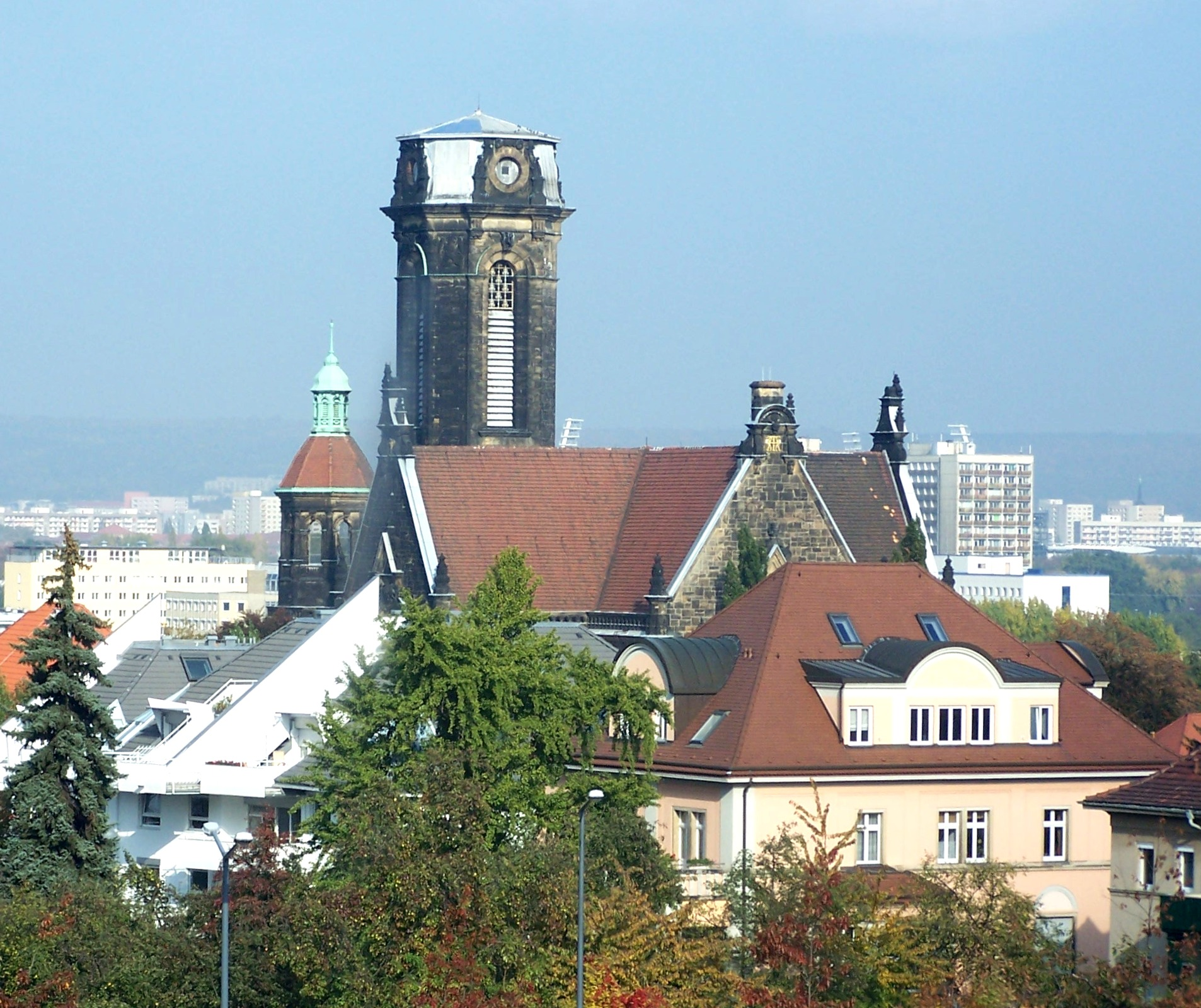
Südwestansicht der Lukaskirche (2007)

Die Lukaskirche in der Dresdner Südvorstadt ist der Kirchenbau der evangelischen Lukaskirchgemeinde in Dresden. Das Kirchenäußere ist geprägt durch den historistischen Stil der Neorenaissance, während im Inneren ursprünglich bereits der Jugendstil dominierte. Die einst stadtbildprägende Kirchturmspitze fehlt seit Kriegszerstörungen, eine Initiative befördert den Wiederaufbau.
Neben der Nutzung des Ortes für national und international bekannte Musikaufnahmen ist die Kirche der wichtigste Ort der über 3200 Mitglieder umfassenden Kirchgemeinde.

## Geschichte

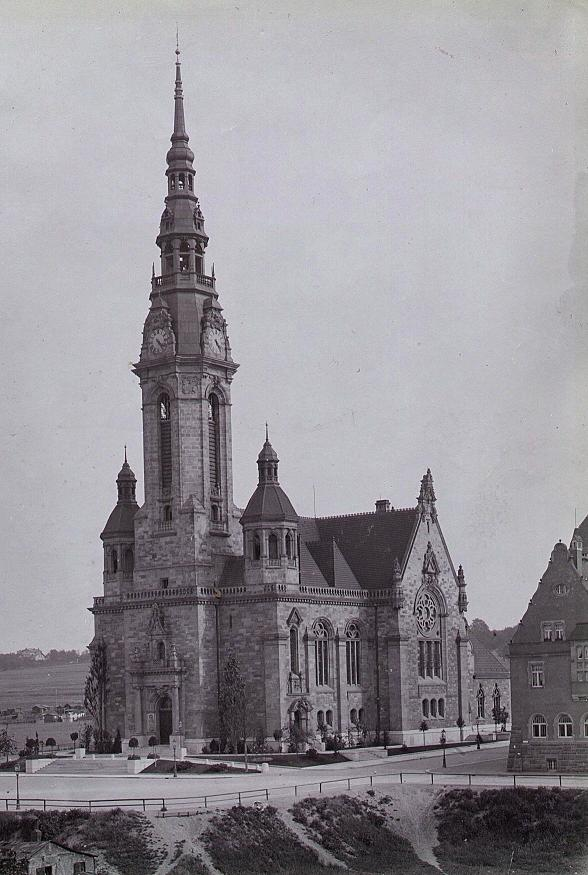
Lukaskirche Dresden mit Kirchturmspitze, um 1903

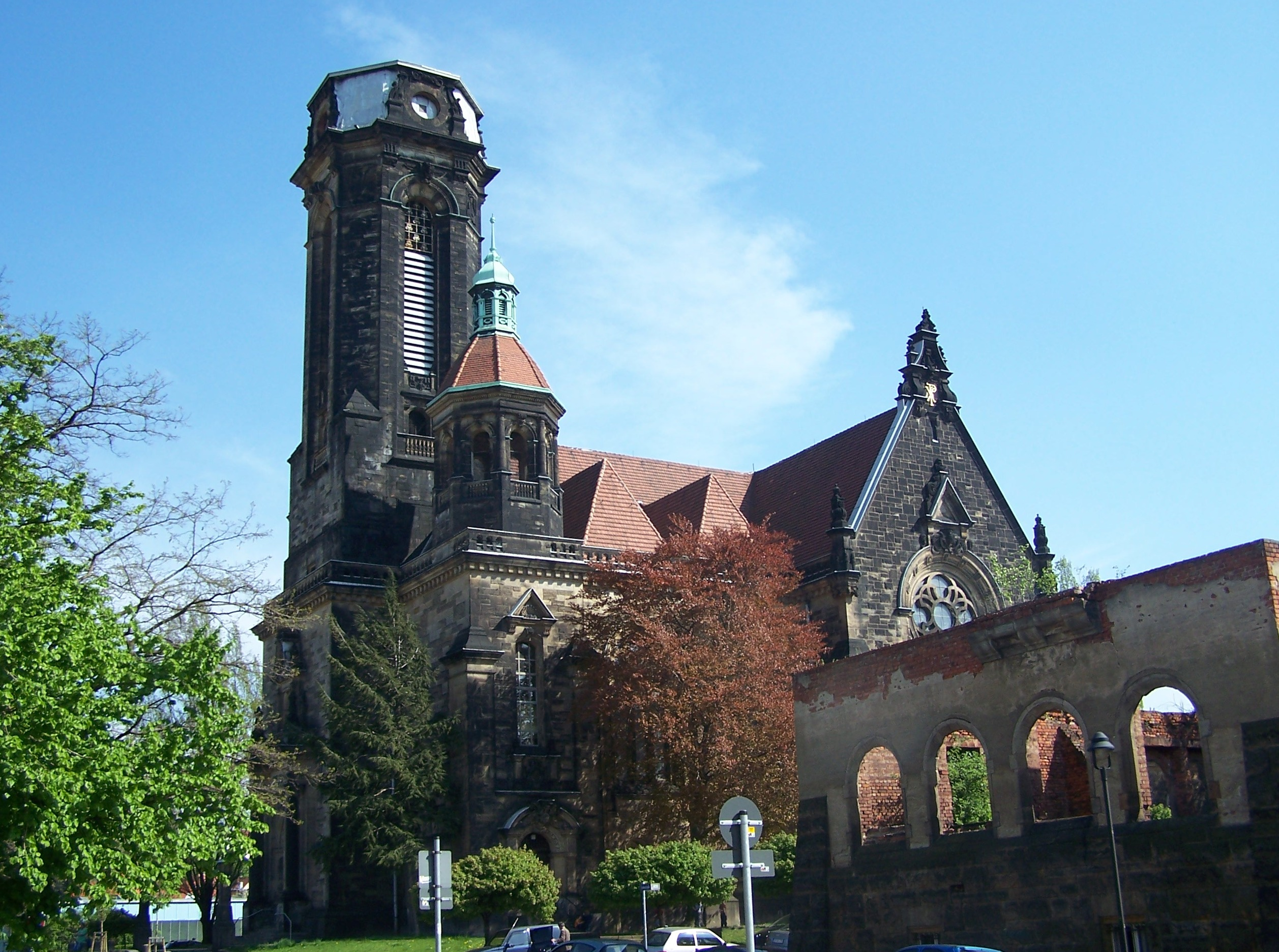
Blick auf die Lukaskirche und ihre Umgebung vor der Neubebauung am westlichen Lukasplatz (2008)

Die Lukaskirche, benannt nach dem Evangelisten Lukas, entstand in den Jahren 1899 bis 1903 nach den Plänen des Leipziger Architekten Georg Weidenbach. Die Grundsteinlegung erfolgte am 6. Juli 1899, im Frühjahr 1903 wurde der Bau fertiggestellt; am 29. März 1903 wurde die Kirche geweiht. Im 83 Meter hohen Turm befanden sich vier von der Gießerei Bierling geschaffene Bronzeglocken, die jedoch 1917 eingeschmolzen wurden. Der Innenraum erhielt eine prächtige Ausmalung im Jugendstil durch Otto Gussmann.
Zwischen 1908 und 1933 wirkte hier der Hofprediger Johannes Kessler, der ehemals als Prinzenerzieher am Hof Kaiser Wilhelms II. gearbeitet hatte.
In der Zeit des Nationalsozialismus hatte die Kirche einen dieser Ideologie nahestehenden Pfarrer als auch Vertreter der von der Gestapo observierten Bekennenden Kirche. Durch Luftangriffe auf Dresden am 13. Februar 1945 wurde die Kirche beschädigt und verlor ihre markante Turmhaube. In der Folge blieb die Kirche einige Zeit ungenutzt.
In den Jahren 1948 bis 1970 war Walter Feurich als Gemeindepfarrer der Lukaskirche tätig. Er galt als Vertreter der Bewegung Kirche im Sozialismus.

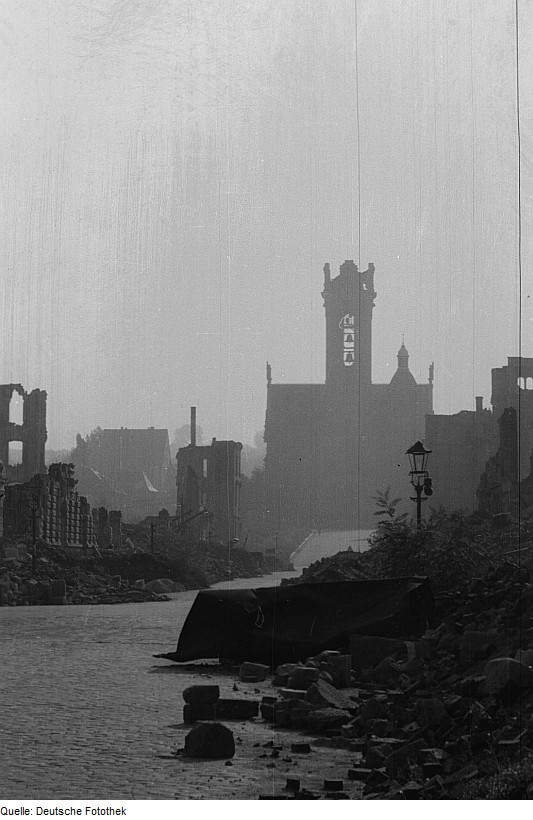
Ruine der Lukaskirche mit Ansicht der Andreas-Schubert-Straße 1946

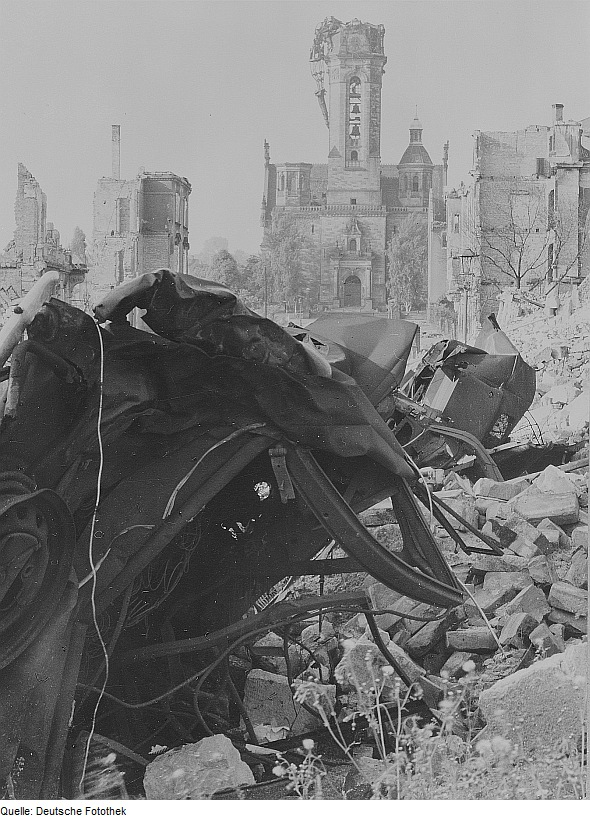
Nordseite der von Trümmern umgebenen Lukaskirche

Seit 1972 wird die Kirche auch wieder von der Lukaskirchgemeinde für Gottesdienste genutzt.
Ein 2017 angefertigtes Gutachten zur Rekonstruktion des historisch bedeutsamen Turmhelms attestiert eine bauliche Tragfähigkeit und ermöglicht es dem Förderverein Lukaskirche Dresden e. V., mit genauen Zahlen zu arbeiten. So soll die gesamte Baumaßnahme rund eine Million Euro kosten, was teilweise durch Spenden finanziert werden soll.

## Aufnahme-Studio
Gegen Ende der 1950er Jahre setzte die Nutzung als Ort für Orchesterproben und Schallplattenaufnahmen ein. Zwischen 1964 und 1972 erfolgte unter Leitung des Dresdner Architekten Herbert Burkhardt ein Umbau der Kirche zum Tonstudio für den VEB Deutsche Schallplatten Berlin, dieser wiederum häufig im Auftrag westlicher Schallplattenfirmen. Dort dirigierten etwa Carlos Kleiber, Herbert von Karajan und Karl Böhm, und es sangen Solisten wie Theo Adam, Peter Schreier sowie Herman van Veen. Schallplatten, die dort aufgenommen wurden, tragen vielfach den Vermerk Studio Lukaskirche für den Aufnahmeort. Mithilfe der Einnahmen aus der Vermietung für Tonaufnahmen konnte die Kirche nach und nach instand gesetzt werden.
Seit 1972 sind dort Werke und Musikstücke für rund 1000 Schallplatten und/oder CDs aufgezeichnet worden.

## Orgel

### Jehmlich-Orgel

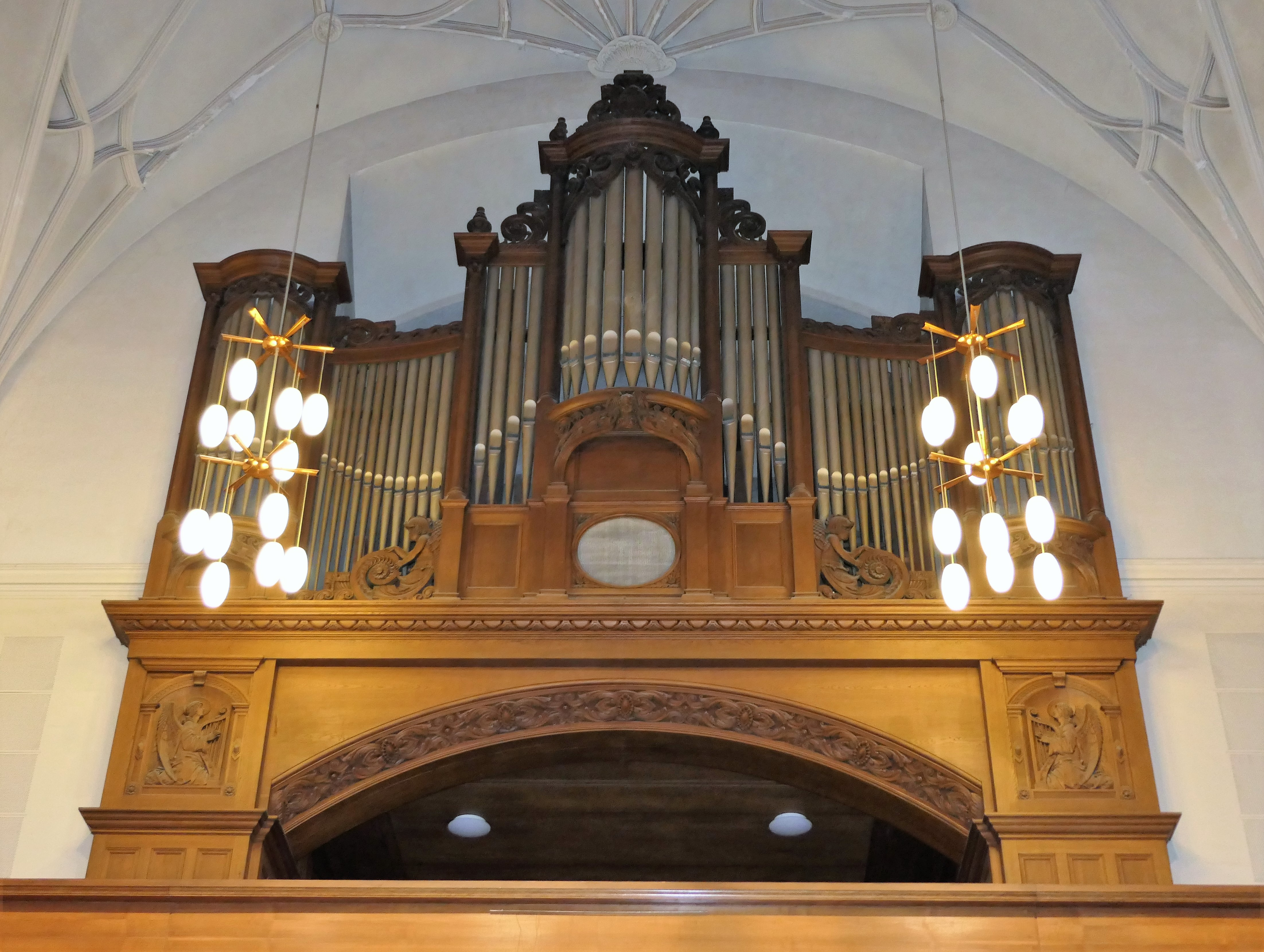
Jehmlich-Orgel der Lukaskirche von 1901

Die Orgel mit pneumatischen Kegelladen erbauten 1903 die Gebrüder Emil und Bruno Jehmlich mit 51 Registern auf drei Manualen und Pedal als Opus 182. 1930 stellten sie die Orgel auf Elektropneumatik um, schufen einen neuen, fahrbaren Spieltisch und nahmen eine Umdisponierung vor (op. 444). 1940 fügten die Gebrüder Otto und Rudolf Jehmlich auf dem III. Manual ein frei stehendes Positiv mit acht Registern hinzu (op. 593) und veränderten nochmals die Disposition. Die Orgel war bis in die 1950er Jahre spielbar und wurde in den 1960ern und 1970ern durch Vandalismus stark beschädigt; Unbekannte entfernten in den 1960er Jahren den Spieltisch und das Positiv. Gegenwärtig fehlen der Spieltisch, das Positiv und Teile des Pfeifenwerks. Zuvor hatte die Orgel folgende Disposition:
| I Manual C–g3    |       |
| Principal        | 16′   |
| Principal        | 8′    |
| Hohlflöte        | 8′    |
| Bordun           | 8′    |
| Salicional       | 8′    |
| Gemshorn         | 8′    |
| Oktave           | 4′    |
| Flûte harmonique | 4′    |
| Gedacktpommer    | 4′    |
| Quinte           | 2 ⁄3′ |
| Oktave           | 2′    |
| Cornett III–V    |       |
| Mixtur IV–V      |       |
| Trompete         | 8′    |

| II Manual C–a3 |       |
| Quintatön      | 16′   |
| Principal      | 8′    |
| Konzertflöte   | 8′    |
| Gedackt        | 8′    |
| Violine        | 8′    |
| Quintatön      | 8′    |
| Oktave         | 4′    |
| Rohrflöte      | 4′    |
| Oktave         | 2′    |
| Superquinte    | 1 ⁄3′ |
| Cymbel IV      |       |
| Schalmei       | 8′    |
| Rankett        | 8′    |

| III Schwellwerk C–a3 |        |
| Liebl. Gedackt       | 16′    |
| Geigenprincipal      | 8′     |
| Rohrflöte            | 8′     |
| Aeoline              | 8′     |
| Vox coelestis        | 8′     |
| Principal            | 4′     |
| Konzertflöte         | 4′     |
| Nassat               | 2 ⁄3′  |
| Piccolo              | 2′     |
| Terz                 | 1 3⁄5′ |
| Sifflöte             | 1′     |
| Echomixtur III–IV    |        |
| Oboe                 | 8′     |
| Clarinette           | 8′     |
| Zinke                | 4′     |

| III Positiv C–a3 |        |
| Singend Gedackt  | 8′     |
| Zartgeige        | 8′     |
| Principal        | 4′     |
| Nassat           | 2 ⁄3′  |
| Blockflöte       | 2′     |
| Terz             | 1 3⁄5′ |
| Schwiegel        | 1′     |
| Cymbel IV        |        |

| Pedal C–f1              |         |
| Untersatz (kombiniert)  | 32′     |
| Principalbass           | 16′     |
| Subbass                 | 16′     |
| Violonbass              | 16′     |
| Gedacktbass (aus III)   | 16′     |
| Echobass (Ext. aus III) | 16′     |
| Quintbass               | 10 2⁄3′ |
| Oktavbass               | 8′      |
| Flötenbass              | 8′      |
| Oktavbass               | 4′      |
| Italien. Principal      | 2′      |
| Bassmixtur IV           |         |
| Posaune                 | 16′     |
| Trompete                | 8′      |

- Koppeln: Generalkoppel (als Wippe und Tritt)
  - Normalkoppeln: II/I, III/I, III/II, I/P, II/P, III/P  (als Wippen und Tritte)
  - Suboktavoppeln: II/I, III/I, III/II, III/III, Positiv/Positiv (als Wippen)
  - Superoktavoppeln: II/I, III/I, III/II, Positiv/Positiv (als Wippen)
- Spielhilfen:
  - als Wippen: Handregister ab, Koppeln ab, Crescendo ab, Rohrwerke ab, Pedalumschaltung, Tremolo II. Man.
  - als Druckknöpfe: I. Man. ab, II. Man. ab, III. Man. ab, Tutti, ff, f, mf, p, Bachgruppe, Auslöser, Vorbereitung 1, 2, 3, 4, Auslöser
  - als Tritte: Crescendo ab, Crescendowalze, Schweller III. Man., Vorb. 1, 2, 3, 4, Auslöser, Tutti Positiv, Handregister ab, Positiv ab

### Schuke-Orgel
1983 wurde eine Orgel des VEB Potsdamer Schuke Orgelbau aufgestellt, die regelmäßig zu Gottesdiensten und Konzerten bespielt wird. Sie verfügt über Schleifladen und eine mechanische Traktur sowie über neun klingende Register und neun Transmissionen. Die Disposition lautet wie folgt:
| I Manual C–g3 |       |
| Pommer        | 16′   |
| Gedackt       | 8′    |
| Rohrflöte     | 8′    |
| Quintadena    | 8′    |
| Principal     | 4′    |
| Blockflöte    | 4′    |
| Spitzflöte    | 2′    |
| Quinte        | 1 ⁄3′ |
| Mixtur III    |       |

| II Manual C–g3 |       |
| 0              |       |
| Gedackt        | 8′    |
| Rohrflöte      | 8′    |
| Quintadena     | 8′    |
| Principal      | 4′    |
| Blockflöte     | 4′    |
| Spitzflöte     | 2′    |
| Quinte         | 1 ⁄3′ |
| Mixtur III     |       |

| Pedal C–f1 |     |
| Pommer     | 16′ |

- Koppeln: I/P, II/P

## Geläut
Das Glockengeläut besteht aus vier Stahlguss-Kirchenglocken, der Glockenstuhl und die Glockenjoche sind aus Stahl gefertigt.
Im Folgenden eine Datenübersicht des Geläutes:
| Nr. | Gussdatum | Gießer                      | Material  | Durchmesser | Masse   | Schlagton |
| --- | --------- | --------------------------- | --------- | ----------- | ------- | --------- |
| 1   | 1921      | Glockengießerei Lauchhammer | Stahlguss | 2200 mm     | 4500 kg | b0        |
| 2   | 1921      | Glockengießerei Lauchhammer | Stahlguss | 1920 mm     | 3250 kg | des′      |
| 3   | 1921      | Glockengießerei Lauchhammer | Stahlguss | 1580 mm     | 1550 kg | e′        |
| 4   | 1921      | Glockengießerei Lauchhammer | Stahlguss | 1350 mm     | 950 kg  | g′        |